# Pseudopanthera himalayata
Pseudopanthera himalayata là một loài bướm đêm trong họ Geometridae.